# محمد يحيى دلاهي
محمد يحيى دلاهي هو لاعب كرة قدم موريتاني (من مواليد 1 نوفمبر 1997)، ينشط حالياً في خط وسط نادي النادي الرياضي لحمام الأنف التونسي قادماً إليه من نادي نواذيبو الموريتاني.
بدأ دلاهي مسيرته الاحترافية عام 2014 مع نادي تفرغ زينة الموريتاني، قبل أن ينتقل لغريمه نواذيبو عام 2016، فيما بدأ احترف خارج البلاد لأول مرة عام 2017 من بوابة نادي ليبايا اللاتيفي.

ثمّ انتقل للنادي الصفاقسي التونسي صيف 2017 في عقد لمدة خمس سنوات، قبل أن يعود شتاء 2018 لنادي نواذيبو مجدداً، ثم يرحل صيف نفس العام إلى الدور التونسي من بوابة حمام الأنف الذي تعاقد معه لمدة ثلاثة مواسم، حتى صيف 2021.